# آندره شاپویی
آندره شاپویی (فرانسوی: André Chappuis‎؛ زادهٔ ۱۶ مارس ۱۹۵۶) دوچرخه‌سوار اهل فرانسه است.